# Alte Mainbrücke Lohr
Die Alte Mainbrücke Lohr ist eine 259 Meter lange Straßenbrücke in Lohr am Main (Unterfranken). Sie überspannt mit zwei Fahrstreifen und beidseitigen Gehwegen bei Stromkilometer 197,95 den Main und verbindet die Altstadt Lohrs mit dem östlich gelegenen Stadtteil Sendelbach.
Die Steinbogenbrücke wurde von 1871 bis 1875 in rotem Main-Sandstein gebaut. Am 27. März 1945 wurde ein Flusspfeiler der Brücke durch deutsche Einheiten gesprengt. Der Pfeiler und die anschließenden beiden Bögen wurden in Beton wiederaufgebaut und mit Sandstein verkleidet. Am 25. Mai 1946 fand die Wiedereröffnung statt. Im Jahr 1968 wurde die Fahrbahn mit einer neuen 30 cm dicken Fahrbahnplatte verbreitert. Wegen Feuchtigkeitsschäden an den Bögen und an der Fahrbahn ist eine Instandsetzung geplant. Außerdem sollte eine Schiffsstoßsicherung eingebaut werden. In der Folge wurden die Gründungen der Pfeiler im Fahrwasser durch Betonmanschetten, GEWI-Elemente und Stahlspundwände verstärkt.
Das im Grundriss gerade Bauwerk besteht aus zwei linksmainischen Flutöffnungen mit Achsabständen von 11,05 m und 11,04 m, einem Dammabschnitt mit 19,06 m Länge, sechs Bögen mit Achsabständen zwischen 29,25 m und 29,68 m, sowie einem rechtsmainischen Dammabschnitt mit 18,95 m und zwei Flutöffnungen mit 11,04 m und 11,05 m Länge. Die Länge der Strombrücke beträgt 177,07 m, mit den beiden Flutbrücken sind es rund 260 m. Die Pfeiler haben eine Breite von 4,0 m, die Bögen eine lichte Weite zwischen 25,25 m und 25,68 m. Für den Schiffsverkehr beim höchsten schiffbaren Wasserstand beträgt beim mittleren Bogen die größte Durchfahrtshöhe 6,5 m.